# Юлаево (Салаватский район)
Юла́ево (баш. Юлай) — деревня в Салаватском районе Республики Башкортостан Российской Федерации. Входит в состав Алькинского сельсовета.

## География

### Географическое положение
Расстояние до:
- районного центра (Малояз): 15 км,
- центра сельсовета (Алькино): 8 км,
- ближайшей ж/д станции (Кропачёво): 14 км.

## История
Указом Президиума Верховного Совета РСФСР от 4 марта 1941 года селение Шаганаево переименовано в Юлаево.

## Население
| 2002 | 2009 | 2010 |
| ---- | ---- | ---- |
| 140  | ↗161 | ↘123 |

### Национальный состав
Согласно переписи 2002 года, преобладающая национальность — башкиры (99 %).

## Религия
В деревне есть мечеть.